# 샌포드갈색여우원숭이
샌포드갈색원숭이 (Eulemur sanfordi)는 여우원숭이과에 속하는 원원류 영장류의 일종이다. 샌포드갈색여우원숭이는 이전에는 커먼갈색여우원숭이(Eulemur fulvus)의 아종의 하나로 간주되었으나 2005년부터 많은 갈색여우원숭이들과 함께 별도의 종으로 승격되었다. 학명은 미국 자연사 박물관의 재단위원회 위원 중의 하나인 레너드 커틀러 샌포드 박사의 이름을 따서 지었다.